# Chã Grande (kommun)
Chã Grande är en kommun i Brasilien.   Den ligger i delstaten Pernambuco, i den östra delen av landet, 1 600 km nordost om huvudstaden Brasília. Antalet invånare är 20 020.
Följande samhällen finns i Chã Grande:
- Chã Grande

Omgivningarna runt Chã Grande är en mosaik av jordbruksmark och naturlig växtlighet. Runt Chã Grande är det ganska tätbefolkat, med 104 invånare per kvadratkilometer.